# Malăk izvor (distrikt i Chaskovo)
Malăk izvor (bulgariska: Малък извор) är ett distrikt i Bulgarien.   Det ligger i kommunen Obsjtina Stambolovo och regionen Chaskovo, i den centrala delen av landet, 220 km sydost om huvudstaden Sofia.